# روبرت إل. كلارك
روبرت إل. كلارك (بالإنجليزية: Robert L. Clark)‏ هو محامي وسياسي أمريكي، ولد في 31 يناير 1872. حزبياً، نشط في الحزب الجمهوري. وقد انتخب عضو جمعية ولاية ويسكونسن.